# Содавил (Орегон)
Содавил (енгл. Sodaville) град је у америчкој савезној држави Орегон.

## Демографија
По попису из 2010. године број становника је 308, што је 18 (6,2%) становника више него 2000. године.
| Група             | 2000.       | 2010.       |
| Белци             | 261 (90,0%) | 272 (88,3%) |
| Афроамериканци    | 2 (0,7%)    | 2 (0,6%)    |
| Азијати           | 6 (2,1%)    | 3 (1,0%)    |
| Хиспаноамериканци | 12 (4,1%)   | 6 (1,9%)    |
| Укупно            | 290         | 308         |